# 오브리 달러
오브리 달러(Aubrey Dollar, 1980년 9월 23일 ~ )는 미국의 연극 배우, 영화배우, 텔레비전 배우이다.
롤리에서 태어났다.

## 방송
- 배틀 크리크
- 우먼스 머더 클럽
- 포인트 플레전트
- 도슨의 청춘일기
- 가딩 라이트

## 영화
- 페인 허슬러 (2023년) - 앤디 역
- 배틀 크리크 (2015년)
- 발칙한 러브스캔들 (2013년) - 몰리 역
- 씨 걸 런 (2012년) - 베키 역
- 우먼스 머더 클럽 (2007년)
- 하드 럭 (2006년)
- 세이브 더 라스트 댄스 2 (2006년)
- 달콤한 백수와 사랑 만들기 (2006년)
- 포인트 플레전트 (2005년)
- 뒷자리 (2005년)
- 프라임 러브 (2005년)
- 트랩트 (2002년)
- 도슨의 청춘일기 (1998년)
- 다른 목소리, 다른 공간 (1995년)
- 위험한 정부 (1995년)
- 옥수수밭의 아이들2 (1993년)
- 가딩 라이트 (1952년)